# Tanizaki-Jun’ichirō-Gedenkstätte

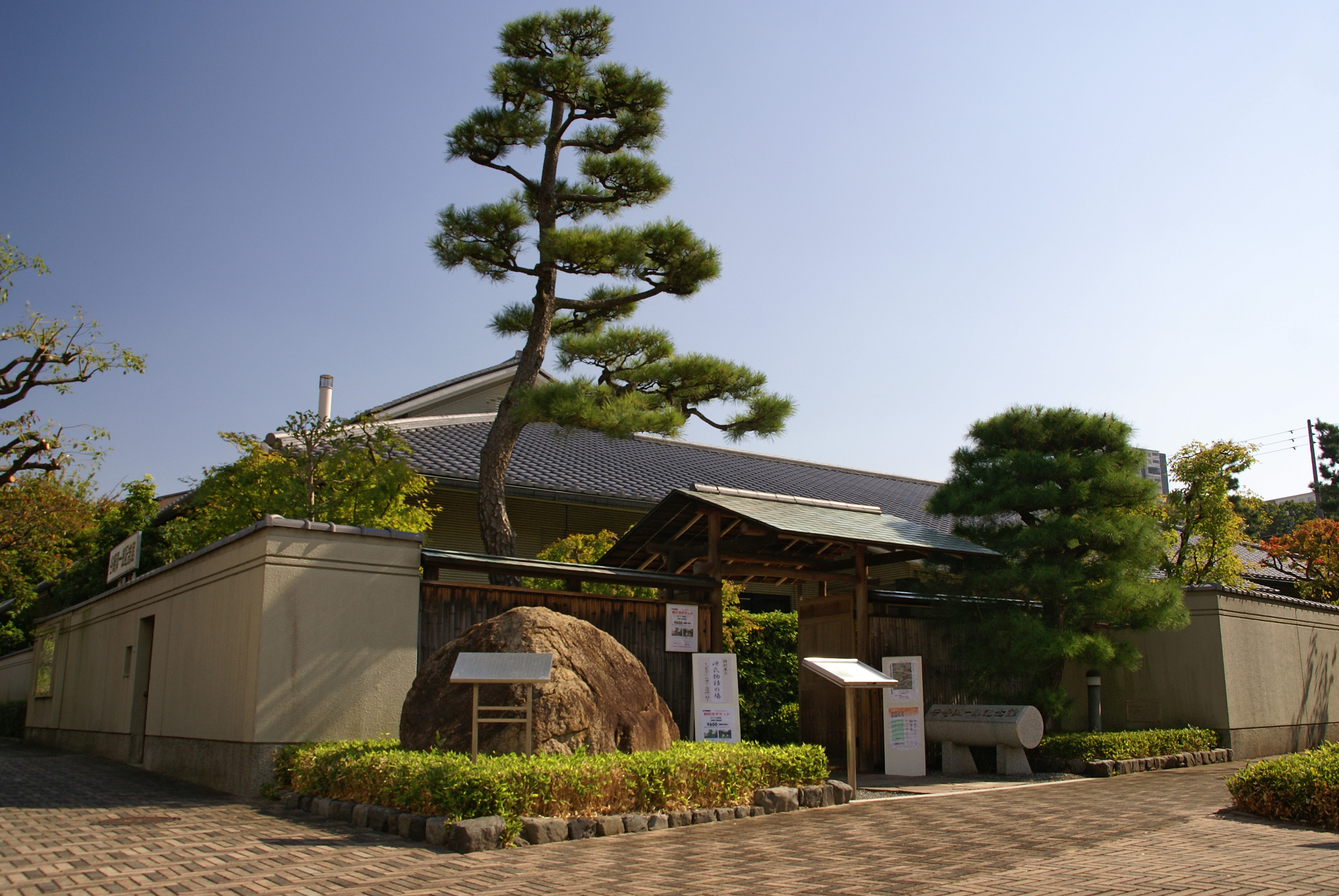
Die Tanizaki Jun’ichirō Gedenkstätte in Ashiya

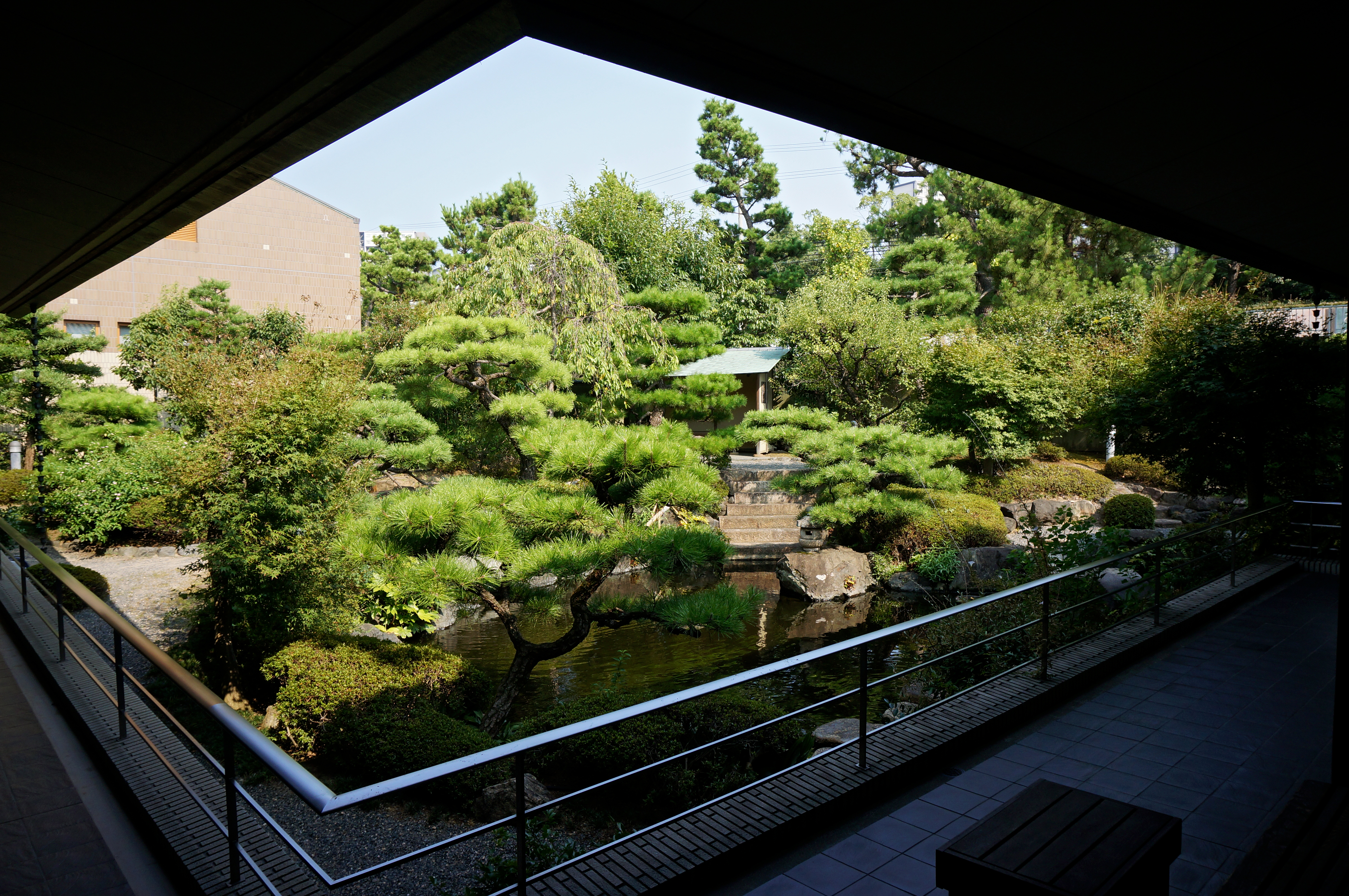
Der Garten

Die Tanizaki-Jun’ichirō-Gedenkstätte (jap. 芦屋市谷崎潤一郎記念館, Ashiya-shi Tanizaki Jun’ichirō Kinenkan, engl. Tanizaki Junichiro Memorial Museum of Literature, Ashiya) steht in Ashiya in der japanischen Präfektur Hyōgo. Das Schriftstellermuseum wurde 1988 eröffnet. Es sammelt und stellt Materialien über den japanischen Schriftsteller Tanizaki Jun’ichirō aus und informiert über sein literarisches Schaffen.

## Übersicht
Das Gebäude und der Garten der Gedenkstätte ist dem von Tanizaki bevorzugten Stil eines Wohnhauses im Sukiya-Stil nachempfunden. Ausgestellt sind verschiedene Gegenstände aus dem Nachlass Tanizakis, wie sein bevorzugter Schreibtisch, Tuschestein, Pinsel etc. 
Die Lobby der Gedenkstätte wird zudem für unterschiedliche kulturelle Veranstaltungen mit Bezug zu Tanizaki, wie Gemäldeausstellungen genutzt. Den Eingangsbereich ziert ein 15 Tonnen schwerer Megalith aus dem Garten Tanizakis in Kōbe. Der Megalith geriet während des zweitägigen Hochwassers im Hanshin-Gebiet 1938 in den Garten.

## Gebäudedaten
- Planung: Tomiie Architekturbüro[2] nach Entwürfen des Architekten Tomiie Hiroyasu (富家 宏泰)
- Eröffnung: 8. Oktober 1988
- Konstruktion: eingeschossiges Gebäude aus Stahlbeton (RC-, d. i. Reinforced-Concrete, Bauweise)
- Größe der Gedenkstätte: 591 m²
- Gesamtgröße des Anwesens: 1698 m²
- Adresse: 12-15 Ise-machi, Ashiya, Hyōgo-ken 659-0052